# Molophilus arcuarius
Molophilus arcuarius är en tvåvingeart som beskrevs av Alexander 1930. Molophilus arcuarius ingår i släktet Molophilus och familjen småharkrankar. Inga underarter finns listade i Catalogue of Life.